# 홍중보
홍중보(洪重普, 1612년 ~ 1671년)는 조선의 문신이다. 자는 원백(遠伯), 호는 이천(梨川), 본관은 남양이다. 1669년(현종 10) 우의정에 이르렀다.

## 생애
1635년(인조 13) 진사시에 합격하고, 1641년 영릉참봉(英陵參奉)을 거쳐 1645년 별시문과에 병과로 급제하였다. 1646년 검열이 되고 곧 정언으로 승진했다. 이후 상산현감으로 외직에 나갔다가 효종 때 문학, 정언, 부수찬, 지평, 부교리, 교리, 헌납을 지낸 뒤 수원부사로 임명되고 연이어 헌납을 거쳐 바로 승지가 되고, 강화유수를 거쳐 도승지, 대사간을 하다 다시 도승지, 대사헌을 두루 거쳐 호조참판이 되고 이후 현종 때 대사헌으로 산릉도감제조를 겸하다 형조참판, 예조참판을 하고 대사헌과 수어사를 거쳐 대사헌, 형조판서, 수어사를 거쳐 예조판서, 공조판서를 두루 하고 대사헌, 우참찬, 좌참찬으로 권초관을 겸하다 다시 대사헌이 되고 우참찬, 공조판서, 예조판서를 거쳐 우참찬과 병조판서를 하고 우참찬, 대사헌, 좌참찬, 예조판서, 병조판서를 거쳐 대사헌, 예조판서, 지의금부사를 한 뒤 예조판서로 지경연사를 겸하다 약방제조, 동지성균관사를 거쳐 대사헌과 예조판서를 한다. 이후 판의금부사를 거쳐 지경연사를 한 뒤 호조판서, 수어사, 병조판서를 거쳐 판의금부사, 병조판서를 지내다 병조판서와 예조판서로 판의금부사를 겸하고 병조판서로 약방제조를 겸하였다. 1669년(현종 10) 우의정에 임명되고 정초청과 가례도감의 도제조를 겸했다. 시호는 충익(忠翼)이다.